# Augustín Morávek
Augustín Morávek (* 15. Juli 1901 in Trnava; † unbekannt) war ein slowakischer Wirtschaftsfunktionär und Politiker. Als Vorsitzender des Zentralwirtschaftsamts stand er von 1940 bis 1942 als Hauptverantwortlicher hinter der Liquidierung und Arisierung jüdischer Geschäfte und Besitztümer im Slowakischen Staat.

## Leben
Nachdem er sein juristisches Studium abgebrochen hatte, arbeitete Morávek als Sekretär in gewerblichen Vereinen. Morávek war bis 1938 nie ein Mitglied Slowakischen Volkspartei, sondern glühender Anhänger der zentralistischen Erwerblichen und Kaufmännischen Partei des Mittelstands.
Erst während der veränderten politischen Situation in der Slowakei 1938 orientierte er sich politisch um, da er sich innerhalb der Slowakischen Volkspartei eine größere politische Karriere mit der Aussicht auf große persönliche Bereicherung versprach. So machte Morávek zwischen 1940 und 1942 eine Karriere bei der Lösung der Judenfrage in der Slowakei. Nach einer Studienreise durch Deutschland und Ungarn erarbeitete er im Herbst 1939 eine Schrift mit Vorschlägen für eine Slowakei unter Aufsicht von Nationalsozialisten. Dieser Entwurf, den er an alle höchsten Funktionäre und Minister des Landes verschickte, erhielt jedoch kaum politische Unterstützung.
Positiv fiel Moráveks Schrift nur dem Ministerpräsidenten Vojtech Tuka auf. Tuka sah in der Judenfrage eine Möglichkeit, seine Position bei den Nazis sowie in der slowakischen Innenpolitik zu festigen. In Augustín Morávek fand Tuka einen ergebenen und zu allem entschlossenen Mitarbeiter. Tuka gründete für Morávek das Wirtschaftliche Amt des Regierungsvorstands (slowakisch Hospodárska úradovňa predsedníctva vlády) die den nun eingeleiteten Arisierungsprozess überwachen sollte.
Nach der Beschließung des sogenannten Judenkodex entstand aus Moráveks Initiative heraus am 14. September 1940 das Zentralwirtschaftsamt (slowakisch Ústredný hospodársky úrad, kurz ÚHÚ), dessen Vorsitzender Morávek wurde. Die neue Institution, die direkt dem Ministerpräsidenten unterstellt war, erhielt nahezu unbegrenzte Vollmachten und wurde zum wichtigsten Organ bei den Arisierungen und der Aussonderung der Juden aus dem öffentlichen Leben. Zu einem engen Mitarbeiter und gleichzeitigen Instrukteur Moráveks wurde der deutsche Judenberater Dieter Wisliceny. Wisliceny ging davon aus, dass er in der Slowakei willige Personen finden würde, denen eine rassische Lösung der Judenfrage persönliche Vorteile bringen würde. Einer der engagiertesten dieser war Augustín Morávek. So wurde Morávek bald zum „größten Experten für die Lösung der Judenfrage in der Slowakei“.
Morávek der Entwickler und Verfechter der sogenannten „revolutionären Arisierung von Unternehmen“, also einer radikalen Inbesitznahme von Unternehmenseigentum ohne Rücksicht auf die wirtschaftlichen Folgen und den Schutz des übertragenen Vermögens.
Laut dem Zentralwirtschaftsamt ÚHÚ existierten vor Beginn der Arisierungen in der Slowakei mehr als 12.000 jüdische Betriebe und Firmen. Mehr als 10.000 davon wurden liquidiert, die 2.000 „attraktivsten“ arisiert. Morávek selbst verteilte 41 arisierte Unternehmen an seine eigene Verwandtschaft. Aufgrund von Desorganisation und Korruption entgleiste der Arisierungsprozess in der Slowakei bald zu einem unkontrollierten Diebstahl jüdischen Eigentums.
Gegen Morávek erhob sich bald eine Welle von Protesten, die nicht nur Moráveks Inkompetenz und die „wirtschaftliche Sauerei“ aufzeigten, sondern im als ehemaligem Mitglied der autonomen slowakischen Landesregierung auch eine bewusste Ruf-Schädigung der Einheitspartei vorwarfen. Hohe Parteifunktionäre machten wütend auf Moráveks persönliche Bereicherung während der Arisierungsvorgänge aufmerksam. Da Morávek aber den mächtigen Ministerpräsidenten Tuka hinter sich wusste, lehnte er alle Vorwürfe ab, bezeichnete sie als „Werk der Juden und ihrer Unterstützer“ und erklärte, er werde seinen „Auftrag bis zum Ende durchführen“.
Im Januar 1941 verhandelte Morávek bereits mit den deutschen Beratern über eine mögliche zukünftige Aussiedlung der Juden aus der Slowakei. Den slowakischen Regierungsvertretern und Beamten der Justiz versuchte er zu versichern, dass die Deportationen durchgeführt werden könnten, weil das jüdische Eigentum bereits vollständig und verlustlos in den Staatsbesitz übergegangen sei. Hinter dieser Position stand auch der deutsche Judenberater Dieter Wisliceny der erklärte:

„Wenn den Juden die Geschäfte und ihr Eigentum weggenommen wird, muss für die nun besitzlosen Juden eine Lösung gefunden werden. Eine solche Lösung für den Staat ist die großangelegte Aussiedlung.“

Nachdem im Sommer 1941 eine slowakische Delegation unter Izidor Koso deutsche Konzentrationslager in Polen besichtigte und diese als „inhuman und unchristlich“ verurteilte, waren Überlegungen über eine Errichtung ähnlicher KZs in der Slowakei irreal geworden. Umso intensiver blieb Morávek weiterhin einer der Initiatoren der Deportationen.
1941 lehnte sich erneut eine größere Gruppe von Funktionären der Slowakischen Volkspartei gegen Morávek auf und ersuchte in einem Brief Staatspräsident Jozef Tiso, eine eventuelle Begünstigung von Moráveks Familie durch das von Morávek erworbene arisierte Vermögen zu untersuchen. Durch den stetig wachsenden innerparteilichen Druck und eine rapide Schwächung seines Schutzherrn Vojtech Tuka musste Morávek im Juli 1942 von seiner Funktion als Vorsitzender des ÚHÚ zurücktreten. Nachdem es Tuka gerade noch gelungen war, eine Anklage gegen Morávek zu verhindern, floh dieser sofort mit einer riesigen Summe arisierter Gelder über Ungarn an einen unbekannten Ort, wahrscheinlich in Südamerika. Nach 1945 wurde er vom tschechoslowakischen Volksgerichtshof in Abwesenheit zu einer 30-jährigen Freiheitsstrafe verurteilt.